# Villa fallax
Villa fallax är en tvåvingeart som beskrevs av Austen 1937. Villa fallax ingår i släktet Villa och familjen svävflugor. Inga underarter finns listade i Catalogue of Life.